# Sutton (borough)
Sutton (London Borough of Sutton) is een Engels district of borough in de regio Groot-Londen, gelegen in het zuiden van de metropool. De borough telt 205.000 inwoners. De oppervlakte bedraagt 44 km².
Van de bevolking is 14,5% ouder dan 65 jaar. De werkloosheid bedraagt 2,6% van de beroepsbevolking (cijfers volkstelling 2001).

## Wijken in Sutton
- Sutton, de centrale wijk van de borough
- Beddington
- Belmont
- Carshalton
- Cheam
- Wallington